# Ivan Vurnik

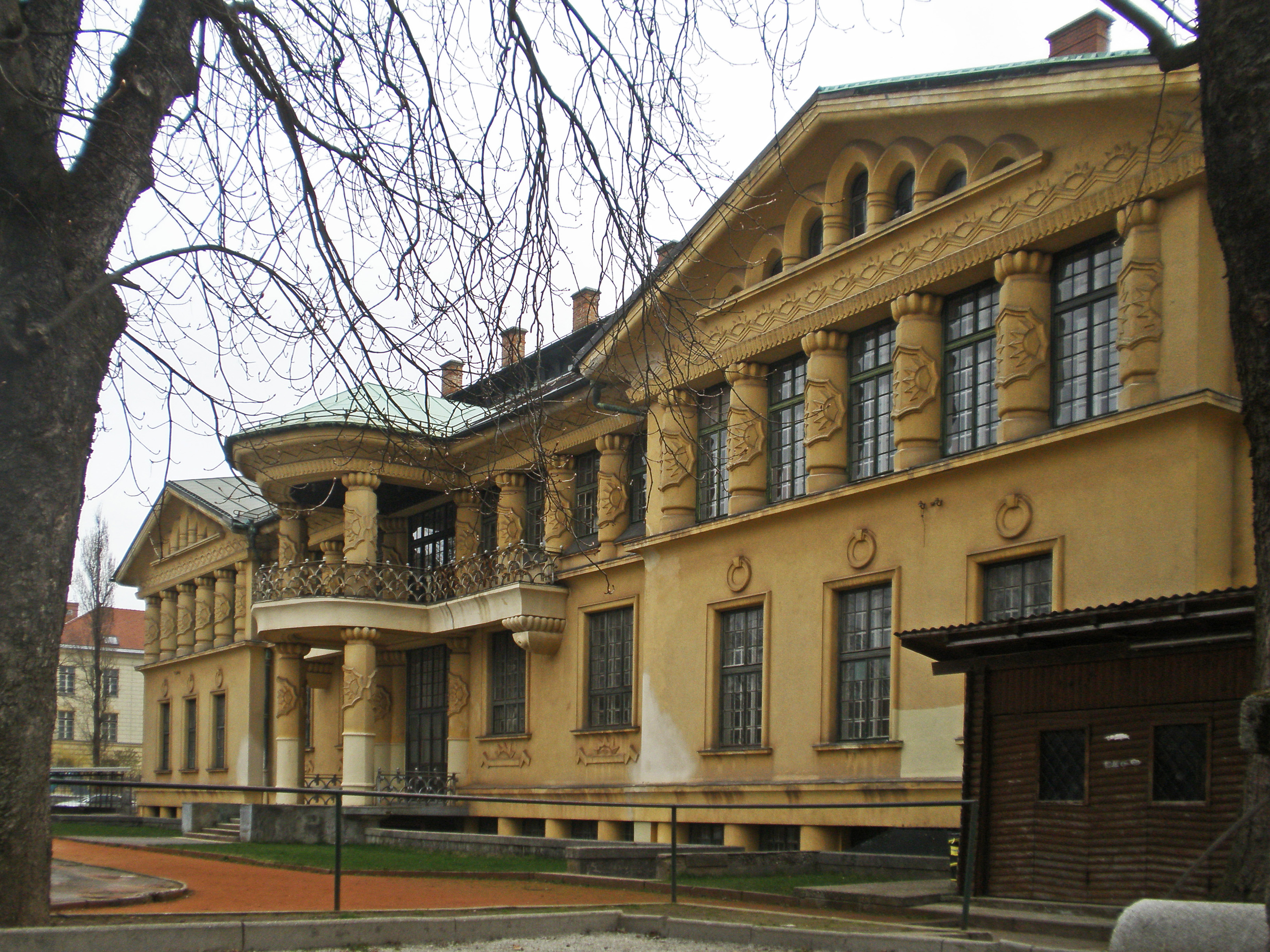
Sokol-Gebäude in Ljubljana

Ivan Vurnik (* 1. Juni 1884 in Radovljica; † 8. April 1971 in Ljubljana) war ein slowenischer Architekt, der an der Gründung der Architekturschule von Ljubljana mitwirkte. Sein früher Stil in den 1920er Jahren ist verbunden mit der Suche nach dem slowenischen „Nationalstil“, inspiriert von der slowenischen Volkskunst und dem Wiener Secession-Architekturstil (eine Art Jugendstil). Nachdem Vurnik in den 1930er Jahren den funktionalistischen Ansatz angenommen hatte, konkurrierte er mit dem konservativeren Ansatz von Jože Plečnik. Die von Vurnik und seiner Frau Helena Kottler Vurnik entworfene Genossenschaftsbank in Ljubljana, mit einer dekorativen Fassade in den Farben der slowenischen Trikolore, gilt als eines der schönsten Gebäude der Stadt. Vurnik war auch in der Stadtplanung aktiv, etwa in Bled (1930), Kranj (1933–1937) und Ljubljana (1935).

## Leben
Er wurde in einer Handwerkerfamilie in der oberkrainischen Stadt Radovljica in Österreich-Ungarn im heutigen Slowenien geboren. Sein Vater war ein vermögender Steinmetz, und Ivan wurde zuerst nach Kranj und dann nach Ljubljana zur Schule geschickt.
Vurnik schloss 1912 sein Architekturstudium an der Technischen Universität Wien mit summa cum laude ab. Er inskribierte 1907 und studierte unter anderem bei Architekten Karl Mayreder. In Wien wurde er vom österreichischen Jugendstil beeinflusst, insbesondere von der Arbeit des slowenischen Architektenkollegen Max Fabiani, mit dem er eine lebenslange Freundschaft pflegte. Vurnik erhielt ein Stipendium und reiste nach Italien, um italienische Architektur zu studieren. Er heiratete 1913 die Wiener Künstlerin Helena Vurnik, geborene Kotler.
Während des Ersten Weltkriegs war er österreichischer Soldat an der Isonzo-Front und in Tirol. In den Jahren 1917 und 1918 entwarf er österreichische Militärfriedhöfe in Aleksinac, Leskovac und Niš in Serbien. Ab 1919 lebte er in Ljubljana.

## Werk
Im Oktober 1912 war Ivan Vurnik bei Ludwig Baumann beschäftigt. Im selben Jahr renovierte er das Innere der Pfarrkirche in Bled und in den Jahren 1913–15 die Bistumskapelle in Triest.
Vurniks Suche nach dem slowenischen „Nationalstil“ begann nach dem Ersten Weltkrieg, als er zusammen mit seiner Frau in sein Heimatland zurückkehrte. Der von ihm gefundene Stil lässt sich am besten am Gebäude der Genossenschaftsbank von 1921 veranschaulichen. Das Gebäude wurde von Vurnik entworfen, während die dekorative Fassade in den „Nationalfarben“ der slowenischen Trikolore von Helena Vurnik entworfen wurde.
In den späten 1920er Jahren wandte er sich einer rein funktionalistischen Architektur zu und entwarf das Hauptquartier der slowenischen Sokol-Bewegung, bekannt als Sokol-Gebäude oder Tabor-Gebäude, aufgrund ihrer Lage im Tabor-Viertel von Ljubljana und zwei sehr ähnlichen Strukturen, eine in Golnik und eine andere, die im Zweiten Weltkrieg in Kranj zerstört wurde. Er lehnte in dieser Phase die Suche nach einem „Nationalstil“ ab.
1919 gelang es Vurnik, eine Abteilung für Architektur an der Technischen Fakultät der Universität von Ljubljana einzurichten. Auf seine Einladung wurde der große slowenische Architekt Jože Plečnik zu einer seiner Gründungsfakultäten.
Trotzdem entwickelte sich eine rivalisierende Beziehung zwischen den beiden. Vurnik glaubte, dass es Plečniks Einfluss in den konservativen Kreisen der lokalen slowenischen Politik war, der ihn daran hinderte, seine funktionalistischeren Projekte in die Tat umzusetzen. Ein weiterer Grund für den Gegensatz zwischen den beiden Architekten könnte auch in ihrer unterschiedlichen politischen Ideologie liegen, da Plečnik ein konservativer und leidenschaftlicher römisch-katholischer Mann war, während Vurnik (obwohl auch religiös) der progressiven und national-liberalen slowenischen Tradition angehörte.
Nach 1925 widmete er sich hauptsächlich dem Unterrichten. Bis zu seinem Tod zeichnete er weiterhin architektonische und städtebauliche Projekte, aber fast alle blieben auf dem Papier. Unter den wenigen realisierten Projekten aus dieser zweiten Periode sind die bekanntesten das Sommerschwimmbad in Radovljica und das einzige Hotel in Radovljica, das „Grajski dvor“. Ein weniger bekanntes, aber immer noch wichtiges Werk aus dieser Zeit ist eine Reihenhaussiedlung für Industriearbeiter in Maribor, die Vurniks neue Vision eines einfachen, asketischen und rein zweckmäßigen Stils vollständig veranschaulichen.
1965 renovierte Vurnik das slowenische katholische Nationalheiligtum in Brezje und kehrte damit kurzzeitig zum „Nationalstil“ zurück, den er zuvor in seiner Karriere aufgegeben hatte.

## Ehrungen
- 1961: Prechtl-Preis
- 1966: Prešeren-Preis